# It Ain’t Safe No More
It Ain’t Safe No More – szósty studyjny album amerykańskiego rapera Busty Rhymesa, wydany w 2002 roku. Został sprzedany w ilości 605.000 egzemplarzy, do grudnia 2007.

## Lista utworów
| #  | Tytuł                                | Kompozytorzy                                             | Producent (ci)           | Goście                                                                           | Czas |
| -- | ------------------------------------ | -------------------------------------------------------- | ------------------------ | -------------------------------------------------------------------------------- | ---- |
| 1  | „Intro”                              | T. Smith                                                 | Busta Rhymes             |                                                                                  | 1:46 |
| 2  | „It Ain’t Safe No More...”           | T. Smith J. Yancey                                       | J Dilla                  | Meka                                                                             | 3:40 |
| 3  | „What Do You Do When You’re Branded” | T. Smith G. Spivey                                       | DJ Scratch               |                                                                                  | 3:54 |
| 4  | „Call the Ambulance”                 | T. Smith P. Williams                                     | The Neptunes             | Rampage                                                                          | 3:50 |
| 5  | „We Goin’ to Do It to Ya”            | T. Smith D. Wesley                                       | Megahertz                |                                                                                  | 2:57 |
| 6  | „What Up”                            | T. Smith J. Yancey                                       | J Dilla                  |                                                                                  | 2:54 |
| 7  | „Turn Me Up Some”                    | T. Smith J. Yancey                                       | J Dilla                  |                                                                                  | 3:29 |
| 8  | „Make It Clap”                       | T. Smith W. Lewis R. Thomas                              | Rick Rock                | Spliff Star                                                                      | 3:40 |
| 9  | „Take It Off Part 2"                 | T. Smith M. Winans                                       | Mario „Yellowman” Winans | Meka                                                                             | 4:29 |
| 10 | „Taste It”                           | T. Smith V. Edmund R. Jones                              | Tetamus                  |                                                                                  | 3:46 |
| 11 | „Hey Ladies”                         | T. Smith R. Leverston S. Combs C. Wallace S. Jordan      | Wildstyle                |                                                                                  | 3:19 |
| 12 | „I Know What You Want”               | T. Smith W. Lewis R. McNair L. Jones R. Fisher R. Thomas | Rick Rock                | Mariah Carey & Rah Digga, Baby Sham, Spliff Star & Rampage of The Flipmode Squad | 5:24 |
| 13 | „Riot”                               | T. Smith D. Porter                                       | Mr Porter                |                                                                                  | 3:11 |
| 14 | „Hop”                                | T. Smith T. Green D. Poellnitz                           | Mr. Fingaz               |                                                                                  | 3:48 |
| 15 | „Together”                           | T. Smith K. Dean                                         | Swizz Beatz              | Rah Digga                                                                        | 5:33 |
| 16 | „Struttin’ Like a G.O.D.”            | T. Smith R. Lewis                                        | Ric Rude                 |                                                                                  | 4:13 |
| 17 | „The Struggle Will Be Lost”          | T. Smith R. Thomas                                       | Rick Rock                | Carl Thomas                                                                      | 4:43 |
| 18 | „Till It’s Gone”                     | T. Smith D. Harris K. Gamble J. Ross                     | True Master              |                                                                                  | 4:54 |
| 19 | „Make It Clap Remix” [Hidden Track]  | T. Smith W. Lewis R. Thomas S. Paul                      | Rick Rock                | Sean Paul & Spliff Star                                                          | 4:03 |